# Association fédérale allemande pour le développement durable
 (octobre 2019).
L'Association fédérale allemande pour la durabilité (Bundesvereinigung Nachhaltigkeit) est une organisation non gouvernementale (ONG) allemande qui opère au niveau national et qui a la forme juridique d’une association enregistrée. Elle est inscrite sur la liste publique des enregistrements d'associations et de leurs représentants, également connue sous le nom de Lobbylist. Une liste de groupes d'intérêts enregistrés par le président du Bundestag auprès du Bundestag allemand. Son siège est basé à Berlin en Allemagne. Elle est aussi enregistrée au registre de transparence de la Commission Européenne . L’Association fédérale allemande pour la durabilité est la seule ONG en Europe à adopter une approche holistique du développement durable .

## Objectifs et tâches
L’organisation considère une approche holistique comme la clé de la durabilité . En ce sens, l'objectif est d'intégrer cette vision comme une approche faisant autorité dans les processus législatifs et de planification et de faire de la durabilité un objectif de l'État . Son ancrage est dans la société civile en plus d’un suivi du développement des stratégies de développement durable dans les organisations gouvernementales. En outre, l'association fédérale s'emploie à mettre en œuvre les objectifs de développement durable définis par les Nations unies dans les domaines des affaires, de la société, de la politique et de l'administration. Leurs projets sont orientés en ce sens et sont réalisés en collaboration avec des donateurs publics , des entreprises et des initiatives issues de la société civile .

## Prix de la durabilité
Une fois par an, l'assemblée générale sélectionne les lauréats du "Prix fédéral de la durabilité" parmi les nommés . Y figurent des initiatives, des organisations, des entreprises et des individus impliqués dans la promotion d'un "monde durable, équilibré et équitable" au sein du système existant. Le prix est décerné dans les cinq catégories suivantes : Société, Politique, Administration, Économie et Jeunesse. La première cérémonie de remise des prix a eu lieu en 2015.

## Liens Web
- Site officiel

1. ↑  (en) « Transparency Register », sur europa.eu (consulté le 9 octobre 2019).
2. 1 2  (en) Bundesvereinigung Nachhaltigkeit, « Key activities », sur nachhaltigkeit.bvng.org (consulté le 2 octobre 2019).
3. ↑  (de) « Bundesregierung | Stellungnahme der Bundesvereinigung Nachhaltigkeit zum Regierungsentwurf der Deutschen Nachhaltigkeitsstrategie. », 31 juillet 2016 (consulté le 2 octobre 2019).
4. ↑  (de) INEBB - Integration Nachhaltiger Entwicklung in die Berufsbildung, « Berufsbildung für nachhaltige Entwicklung – Modellversuche 2015-2019 » (consulté le 2 octobre 2019).
5. ↑  (de) z. B., « Arche-Metropolis-Europa-Expedition für Nachhaltigkeit » (consulté le 2 octobre 2019).
6. ↑  (en) « Sustainability award »(Archive.org • Wikiwix • Archive.is • Google • Que faire ?), sur German Federal Association for Sustainability (consulté le 7 octobre 2019).